# Archispirostreptus sumptuosus
Archispirostreptus sumptuosus är en mångfotingart som beskrevs av Filippo Silvestri 1896. Archispirostreptus sumptuosus ingår i släktet Archispirostreptus och familjen Spirostreptidae. Inga underarter finns listade i Catalogue of Life.